# Musée de la Publicité
Musée de la Publicité (Muzeum reklamy) je muzeum v Paříži. Nachází se v 1. obvodu v ulici Rue de Rivoli v paláci Louvre. Muzeum se specializuje na všechny formy reklamy. Muzeum spravuje Union centrale des arts décoratifs (Ústřední unie dekorativního umění).

## Sbírky
Muzeum shromažďuje plakáty, reklamní filmy, tiskové reklamy, rozhlasové spoty, propagační předměty. Předměty jsou vystavovány pouze v rámci jednorázových výstav, jinak je expozice pro návštěvníky uzavřena.